# 謝爾巴尼夫卡
50°5′52″N 30°44′10″E / 50.09778°N 30.73611°E
謝爾巴尼夫卡（羅馬化：Shcherbanivka）是位於烏克蘭北部基辅州奧布希夫區的烏克蘭卡市鎮的村莊。該村始建於1196年，面積18平方公里，海拔高度101米，2001年人口243，人口密度每平方公里13.5人。